# Fear of the Dark
Fear of the Dark е деветият студиен албум на британската хевиметъл група Айрън Мейдън. Той е последен за вокала Брус Дикинсън, който напуска след излизането на албума (1992), за да се отдаде на соловата си кариера. Въпреки че е третият албум на групата, който достига първо място в британските класации, феновете са много критични към този албум. Много хора смятат, че изпълненията на Дикинсън са много по-слаби от преди, но въпреки това парчета като Wasting Love и Fear of the Dark са изключително популярни.
Това е първият албум, чиято обложка не е нарисувана от Дерек Ригс. По-старите фенове изпитват носталгия по стария талисман Еди, защото новият стил е различен. В интервю за MTV Дикинсън разказва, че групата е предложила на трима различни художници да направят обложка за албума, като една от тях ще бъде избрана. Изборът се пада върху Мелвин Грант.

## Състав
- Брус Дикинсън – вокали
- Дейв Мъри – китара
- Яник Герс – китара
- Стив Харис – бас, беквокали
- Нико Макбрейн – барабани
- Майкъл Кени – клавишни